# Sturla Fagerhaug
Sturla Fagerhaug (ur. 6 listopada 1991) – norweski motocyklista, startujący w latach 2009-2011 w motocyklowych mistrzostwach świata w klasie 125 cm3.

## Statystyki

### Sezony
| Sezon | Klasa   | Motocykl | Wyścigi | Wygrane | Podia | PP | Najsz. okr. | Pkt. | Msc. |
| ----- | ------- | -------- | ------- | ------- | ----- | -- | ----------- | ---- | ---- |
| 2009  | 125 cm3 | KTM      | 4       | 0       | 0     | 0  | 0           | 0    | NC   |
| 2010  | 125 cm3 | Aprilia  | 16      | 0       | 0     | 0  | 0           | 12   | 21   |
| 2011  | 125 cm3 | Aprilia  | 13      | 0       | 0     | 0  | 0           | 1    | 34   |
| Razem |         |          | 33      | 0       | 0     | 0  | 0           | 13   |      |

### Starty
| Sezon | Klasa   | Motocykl | 1      | 2      | 3      | 4      | 5      | 6      | 7      | 8      | 9      | 10     | 11     | 12     | 13     | 14     | 15     | 16     | 17     | Poz. | Pkt. |
| ----- | ------- | -------- | ------ | ------ | ------ | ------ | ------ | ------ | ------ | ------ | ------ | ------ | ------ | ------ | ------ | ------ | ------ | ------ | ------ | ---- | ---- |
| 2009  | 125 cm3 | KTM      | QAT    | JPN    | SPA    | FRA NU | ITA    | CAT 22 | NED    | GER    | GBR    | CZE    | IND    | RSM    | POR 19 | AUS    | MAL    | VAL NU |        | NC   | 0    |
| 2010  | 125 cm3 | Aprilia  | QAT 18 | SPA NU | FRA 20 | ITA NU | GBR 18 | NED 17 | CAT NU | GER 9  | CZE 20 | IND    | RSM NU | ARA 15 | JPN NU | MAL NU | AUS 12 | POR NU | VAL NU | 21   | 12   |
| 2011  | 125 cm3 | Aprilia  | QAT    | SPA    | POR    | FRA    | CAT 19 | GBR NU | NED 31 | ITA NU | GER 21 | CZE 16 | IND NU | RSM NU | ARA 16 | JPN 18 | AUS 15 | MAL 19 | VAL 16 | 34   | 1    |